# عروس فرغانة
عروس فرغانة  رواية من تأليف جورجي زيدان عام 1908م ضمن سلسلة روايات تاريخ الإسلام. تشتمل الرواية على وصف وقائع تاريخية مرت بها الدولة العباسية وعاصمتها سامراء في عهد الخليفة المعتصم، كما تصور الرواية طمع الفرس ومحاولاتهم لإرجاع دولتهم، ونهوض الروم واستعدادهم لغزو واكتساح الدولة العباسية.

## شخصيات الرواية
1. المرزبان طهماز: من سراة فرغانة.
2. عروس فرغانة: جهان بنت طهماز.
3. القهرمانة خيزران: مربية جهان.
4. سامان: شقيق جهان.
5. ضرغام: رئيس حرس المعتصم.
6. الأفشين حيدر: قائد جند بغداد.
7. آفتاب: والدة ضرغام.
8. أحمد بن أبي دؤاد: قاضي القضاة.
9. بابك الخرمي: صاحب أردبيل.

## وصلة خارجية
- عـروس فرغانة

## أنظر أيضا
- ألف ليلة وليلة